# 鷲は舞いおりた (映画)
『鷲は舞いおりた』（わしはまいおりた、The Eagle Has Landed）は、1976年のイギリス・アメリカ合衆国の戦争映画。ジャック・ヒギンズの同名小説を映画化したもので、ジョン・スタージェス監督の遺作でもある。

## ストーリー
1943年9月12日に実施されたムッソリーニ救出作戦の成功に気をよくしたアドルフ・ヒトラーは、同様の作戦で英国首相のウィンストン・チャーチルを拉致してドイツへ連れてくる計画を思いつき、国防軍情報部の長官ヴィルヘルム・カナリスにこの計画の可能性評価を命じる。カナリスは非現実的な計画と判断して、部下のマックス・ラードル大佐に名目が立つ程度の表面的な調査を命じる。
仕事に取り掛かったラードルの元へ、英国に居住する工作員からチャーチル首相が英国ノーフォーク郡の東海岸にあるスタドリー村を訪問する予定があることを知らせる情報がもたらされる。この偶然をきっかけに、ラードルは真剣に作戦計画を練り始め、現地で支援に当たらせる予定で、アイルランド独立運動の活動家で現在はベルリンの大学で教鞭をとっているリーアム・デブリンを呼び出す。実行部隊の指揮官にも目星をつけたところで、この作戦に乗り気ではないカナリス長官から作業中止の命令が下る。そのラードルの元を、親衛隊の長官ハインリヒ・ヒムラーの部下が訪れる。ラードルが作成した作戦要綱を読んだヒムラーは、ヒトラーの署名入りの作戦実行命令書をラードルに渡し、カナリスには内密に計画を進めるように命じる。
ヒトラーの命令書という万能の手札を手にしたラードルは、目を付けた実行部隊の指揮官に会うためドイツ占領下のオルダニー島を訪れる。列車にて移動中、親衛隊によるユダヤ人狩りに遭遇する。少女の逃亡に手を貸したとして、懲罰部隊でこの島に駐留する元降下猟兵部隊のクルト・シュタイナー中佐とその部下が、特殊潜航艇を使用した自殺的作戦任務に従事していた。ラードルから話を聞いたシュタイナーは、この作戦の目的には賛意を示さなかったが、ラードルの「このままみすみす死が待つだけの任務に部下と共に従事するよりは……」という説得に応じ、任務を引き受ける。
作戦は、鹵獲したC-47輸送機で現地近くにパラシュート降下し、チャーチルを拉致した後でこれも鹵獲したイギリス海軍の高速魚雷艇で引き揚げる、というものであった。デブリンは作戦実行部隊の受け入れ準備を整えるため、一足先にスタドリー村へ浸透し、密かに反英闘争者で現地工作員のグレイ夫人と連絡を取ることに成功する。シュタイナーと15名の部下たちは、デブリンの調達したイギリス軍空挺部隊の迷彩服（デニソンスモック）と装備を身にまとい、夜陰にまぎれて無事降下し、スタドリー村の村人たちに自分たちが自由ポーランド軍(en)のパラシュート部隊であると信じさせる。
シュタイナーたちがチャーチルの到着を待つ間に村の中で偽装の演習を行っていると、それを見物していた村の子供が用水路に転落してしまう。流される先には水車が回っていた。シュタイナーの部下の兵士が水路に飛び込み子供を助け出すが、その兵士は水車に巻き込まれてしまう。兵士の死体は回る水車に引っかかって水路から上がってくるが、はだけた迷彩スモックの下からドイツ空軍の青い制服が覗き出してしまう。偽装が露呈したシュタイナーと部下は、村人を人質に教会へ立てこもる。
しかし、人質となった牧師の妹が監視の目を盗みグレイ夫人に接触、正体のばれた夫人に撃たれ、負傷しながらも村に駐留している米軍大尉の婚約者に通報し、教会は包囲される。その際、実戦経験がなく無能のくせに自己顕示欲の強い米軍指揮官ピット大佐は、自らグレイ夫人の逮捕に赴くが返り討ちに合い戦死、しかしグレイ夫人も大佐の部下に射殺される。
教会を包囲した米軍と交戦しつつ降伏勧告を受けたシュタイナー一行はこれを拒否、ポーランド義勇軍の迷彩服を脱ぎ捨てドイツ空軍野戦戦闘服となり、人質を解放したところへ、秘密の通路を通じデブリンが現れる。全員で脱出しチャーチル拉致に望みをかけるシュタイナーだったが、それでは失敗するとの部下の言葉に、シュタイナーはデブリンと傷ついた副官ノイシュタット大尉を伴い密かに教会を脱出する。残った部下は、時間稼ぎのため米軍と銃撃戦を再開するが、優勢な火力の前に次々と倒れる。
無事に入江に隠れていた魚雷艇と落ち合えたシュタイナーは、副官を乗船させ沖で待機を命じ、IRA運動のため現地に残るデブリンと別れ、チャーチル拉致に向かう。そのころ、作戦失敗を恐れたヒムラーは、ラードルに「反逆的な越権行為」があったとして逮捕、銃殺してしまう。入手した米軍野戦服を着用し、チャーチル警護陣を巧みに突破したシュタイナーは、単身夜陰にまぎれチャーチルの宿泊先への潜入に成功する。米軍野戦服を脱いでドイツ空軍皮ジャンパー姿となり、バルコニーへ現れたチャーチルへP38を発射、射殺するが刹那、警備の英軍士官の銃弾を受ける。倒れたシュタイナーに犬死と呟く英軍士官を訝しがる米軍士官。実は撃たれたのはチャーチルの影武者で、田舎周りの役者であった。本物はテヘラン会談のためイランへ赴いていたのだった。
恋仲となった村娘のモリ―に別れの手紙を渡したデブリンは、干潮のため河口で座礁した魚雷艇に背を向け、一人立ち去っていく。

## キャスト
| 役名                   | 俳優                   | 日本語吹替 |
| 役名                   | 俳優                   | テレビ朝日版 |
| ---------------------- | ---------------------- | --- |
| クルト・シュタイナー   | マイケル・ケイン       | 広川太一郎 |
| リーアム・デヴリン     | ドナルド・サザーランド | 西沢利明 |
| マックス・ラードル     | ロバート・デュヴァル   | 鈴木瑞穂 |
| モリ―                  | ジェニー・アガター     | 戸田恵子 |
| ハインリヒ・ヒムラー   | ドナルド・プレザンス   | 宮内幸平 |
| ヴィルヘルム・カナリス | アンソニー・クエイル   | 真木恭介 |
| ピット大佐             | ラリー・ハグマン       | 小林清志 |
| クラーク大尉           | トリート・ウィリアムズ | 小川真司 |
| ナレーション           | N/A                    | 小林清志 |
| 不明 その他            |                        | 島美弥子 村越伊知郎 上田敏也 村松康雄 仁内達之 榊原良子 幹本雄之 小島敏彦 屋良有作 山本龍馬 山崎勢津子 大塚芳忠 島香裕 津田英三 |
|                        |                        | |
| 演出                   | 演出                   | 小林守夫 |
| 翻訳                   | 翻訳                   | 飯嶋永昭 |
| 効果                   | 効果                   | 遠藤堯雄 桜井俊哉 |
| 調整                   | 調整                   | 前田仁信 |
| 制作                   | 制作                   | 東北新社 |
| 解説                   | 解説                   | 淀川長治 |
| 初回放送               | 初回放送               | 1982年8月8日 『日曜洋画劇場』                                                                                                   |

※日本語吹替音声はブルーレイに収録されている

## スタッフ
- 監督：ジョン・スタージェス
- 製作：ジャック・ウィナー、デイヴィッド・ニーヴン・ジュニア
- 原作：ジャック・ヒギンズ
- 脚色：トム・マンキーウィッツ
- 撮影：アンソニー・B・リッチモンド
- 音楽：ラロ・シフリン
- 編集：アン・V・コーツ
- 美術：ピーター・マートン
- 衣装：イボンヌ・ブレイク
- 提供：アソシエイテッド・ジェネラル・フィルムズ、ITC
- 日本語字幕：清水俊二